# Sexto Júlio Esparso
Sexto Júlio Esparso (em latim: Sextus Julius Sparsus) foi um senador romano nomeado cônsul sufecto para o nundínio de setembro a dezembro de 88 com Marco Otacílio Cátulo.

## Carreira
Desde a recuperação de um diploma militar com seu nome, Júlio Esparso tem sido frequentemente identificado como sendo a mesma pessoa para a qual Plínio, o Jovem, enviou duas de suas cartas sobre assuntos literários e como o homenageado por um dos poemas de Marcial. Especialistas não questionaram esta identificação pois seu cognome, "Esparso", é, nas palavras de Ronald Syme, "preternaturalmente raro". Ele próprio só conseguiu encontrá-lo como nome de três provincianos — um de Nemauso e dois de Tarraco — e dois romanos, um retórico frequentemente citado por Sêneca, o Velho, e Caio Lúsio Esparso, cônsul sufecto em 157. A existência de um terceiro romano com este cognome, Caio Pompônio Rufo Acílio Prisco Célio Esparso, cônsul em 98, só foi revelada depois que Syme escreveu seu paper.
Porém, outros autores já notaram que a cronologia dos fatos é contrária a esta identificação deste Júlio Esparso com o cônsul em 88. Segundo a Lex Villia Annalis, Esparso não poderia ter menos de 42 anos quando chegou ao consulado sufecto em 88 e as cartas de Plínio foram datadas em 105 e 108, o que implicaria que ele já estaria com mais de sessenta anos quando elas foram escritas, mas nenhuma delas foi escrita num tom que sugira que elas teriam sido endereçadas a alguém mais velho, especialmente pelo sempre respeitoso Plínio. Esta discrepância levou alguns estudiosos, como R.A. Pitcher, a defenderem que as cartas de Plínio e o poema de Marcial fazem referência, na verdade, a um filho de Esparso com o mesmo nome de seu pai, provavelmente cinco ou dez anos mais jovem que Plínio.
Há evidências sugerindo que Júlio Esparso, o cônsul, pode ter sido procônsul da África. Michel Christol publicou uma inscrição fragmentária de Uthina, na moderna Tunísia, na qual apenas duas linhas são legíveis. A segunda claramente contém o cognome Esparso. Christol sugere que a referência pode ser ao cônsul Júlio Esparso, mas outras duas letras legíveis rejeitam essa hipótese. Ele próprio sugeriu então que a referência seria ao já mencionado cônsul sufecto em 98, Célio Esparso. Apesar de ser possível que Júlio Esparso tenha sido procônsul da África, um dos pináculos da carreira senatorial, o tema permanece apenas como uma conjectura.